# Jarl Alfredius
Jarl Martin Alfredius, född 3 januari 1943 i Solna, Stockholms län, död 31 mars 2009 i Nacka kommun, Stockholms län, var en svensk journalist, mest känd som nyhetsankare och reporter i Sveriges Televisions (SVT) nyhetsprogram Aktuellt.

## Biografi
Alfredius föddes 1943 som son till byrådirektören Martin Alfredius och Märta Alfredius, född Hjelm. Han blev filosofie kandidat 1967 och gick ut journalisthögskolan i Stockholm två år senare, varefter han 1970 började på Sveriges Radios centralredaktion. 1972–1973 arbetade han på Stockholms-Nytt och 1973 började han på Dagens eko. Det var sedan därifrån han rekryterades som programledare till SVT:s nyhetsprogram Aktuellt 1986. Han var under många år nyhetsankare för detta programs sändning klockan nio på kvällen. Under hösten 2004 arbetade han även på SVT:s Kunskapskanalen. 1998 imiterades han i satirserien Riksorganet som visades i SVT.
I juli 2008 lämnade Alfredius sitt uppdrag på Aktuellt och blev sjukskriven tills vidare efter att ha drabbats av prostatacancer. Han efterträddes av Lennart Persson. Den 31 mars 2009 meddelades att Alfredius avlidit; han efterlämnade hustru och två barn. Begravningsgudstjänsten hölls 16 april 2009 i Sofia kyrka i Stockholm. Alfredius är begravd på Boo kyrkogård i Nacka kommun.